# Komora (Hluboká)
Rybník Komora je rybník o rozloze vodní plochy asi 0,5 ha, zhruba trojúhelníkovitého tvaru o rozměrech asi 90 × 80 m, nalézající se na bezejmenném potoce na okraji lesa u osady Hluboká asi 1,6 km západně od centra obce Sruby v okrese Ústí nad Orlicí. Je součástí soustavy tří rybníků – dalšími jsou Končinský rybník a Podedvorní rybník. Zakreslen je již na mapovém listě č. 149 z prvního vojenského mapování z let 1764–1768. 
Rybník je využíván pro chov ryb.

## Galerie

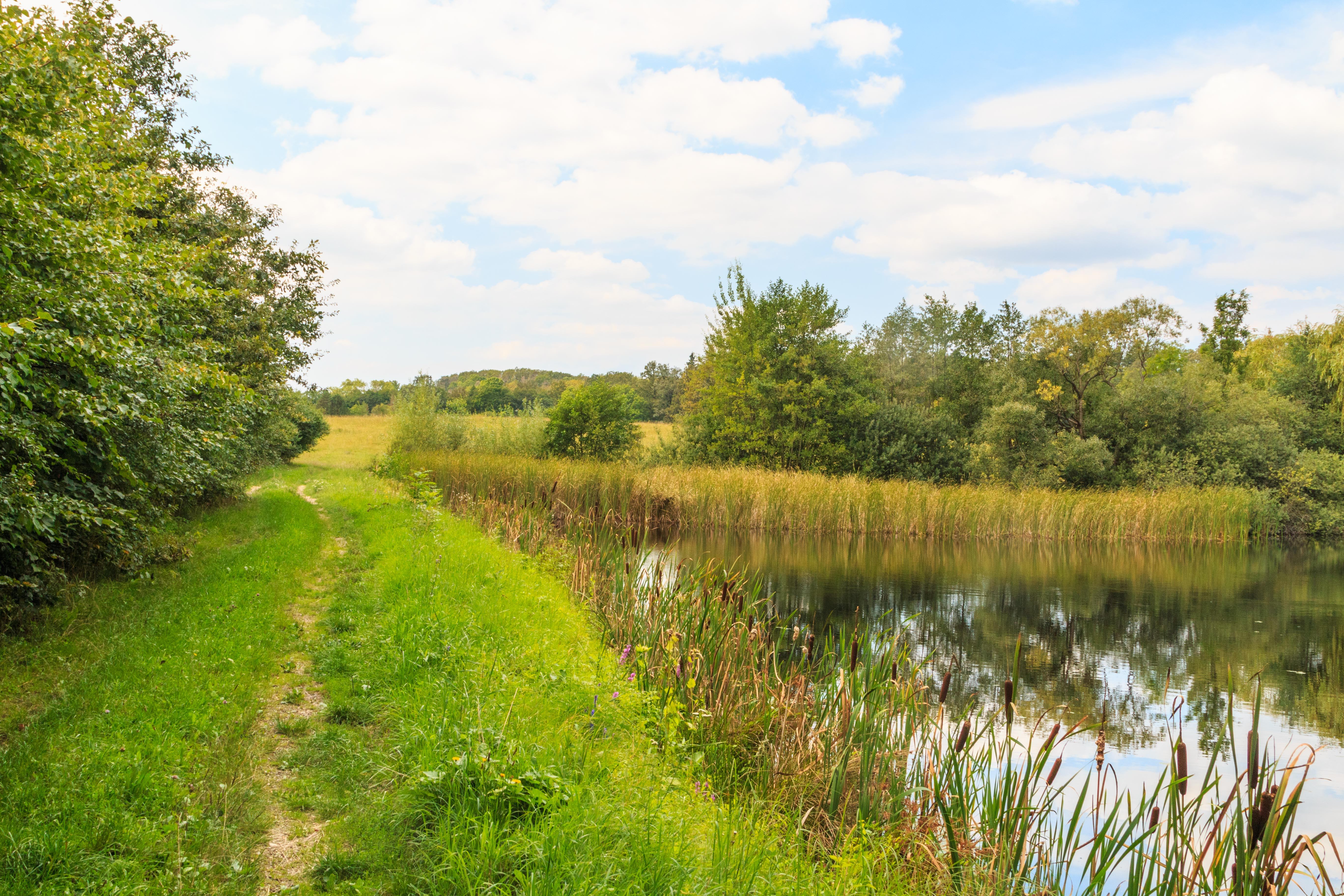
Pohled na rybník Komora u Hluboké
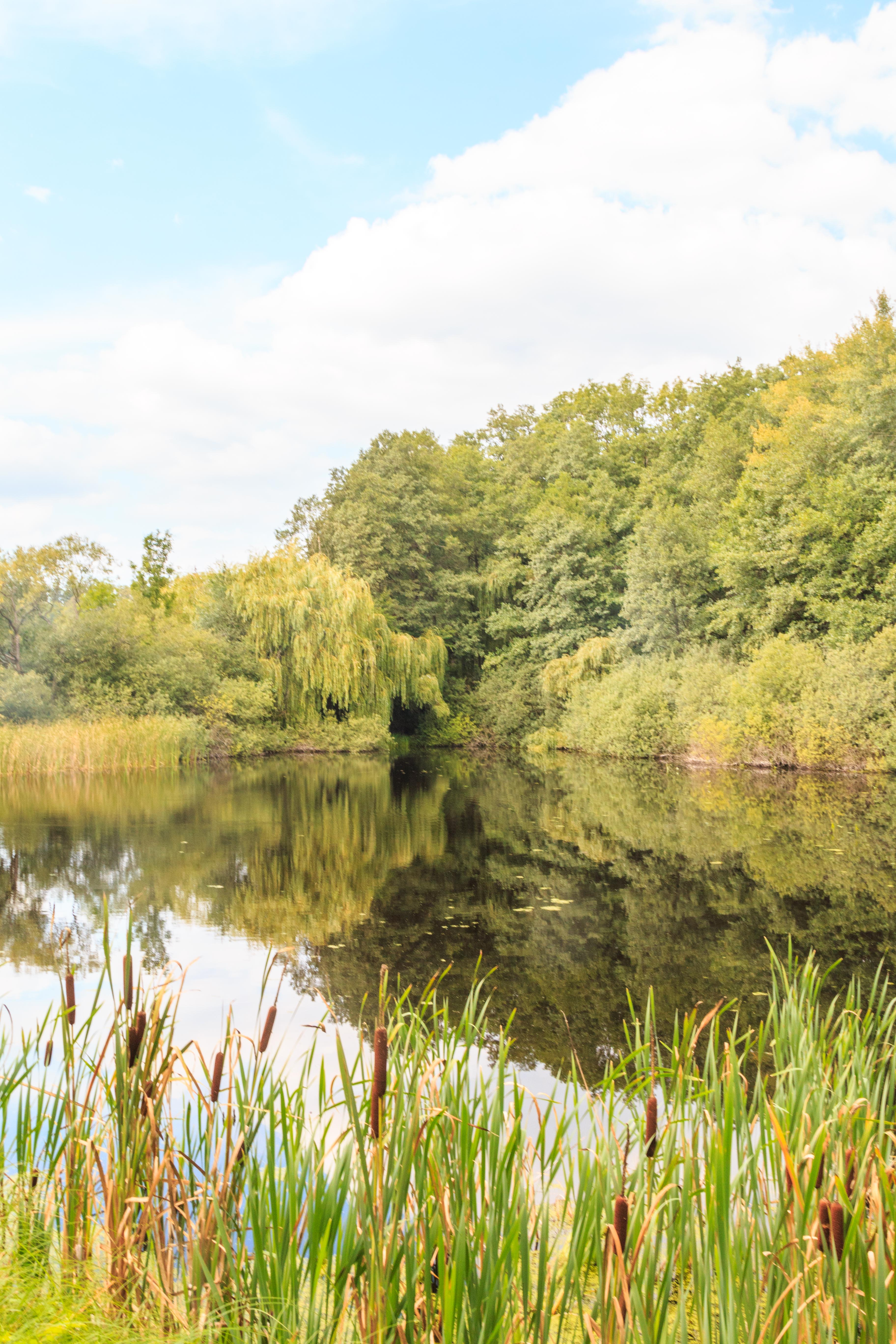
Pohled na rybník Komora u Hluboké
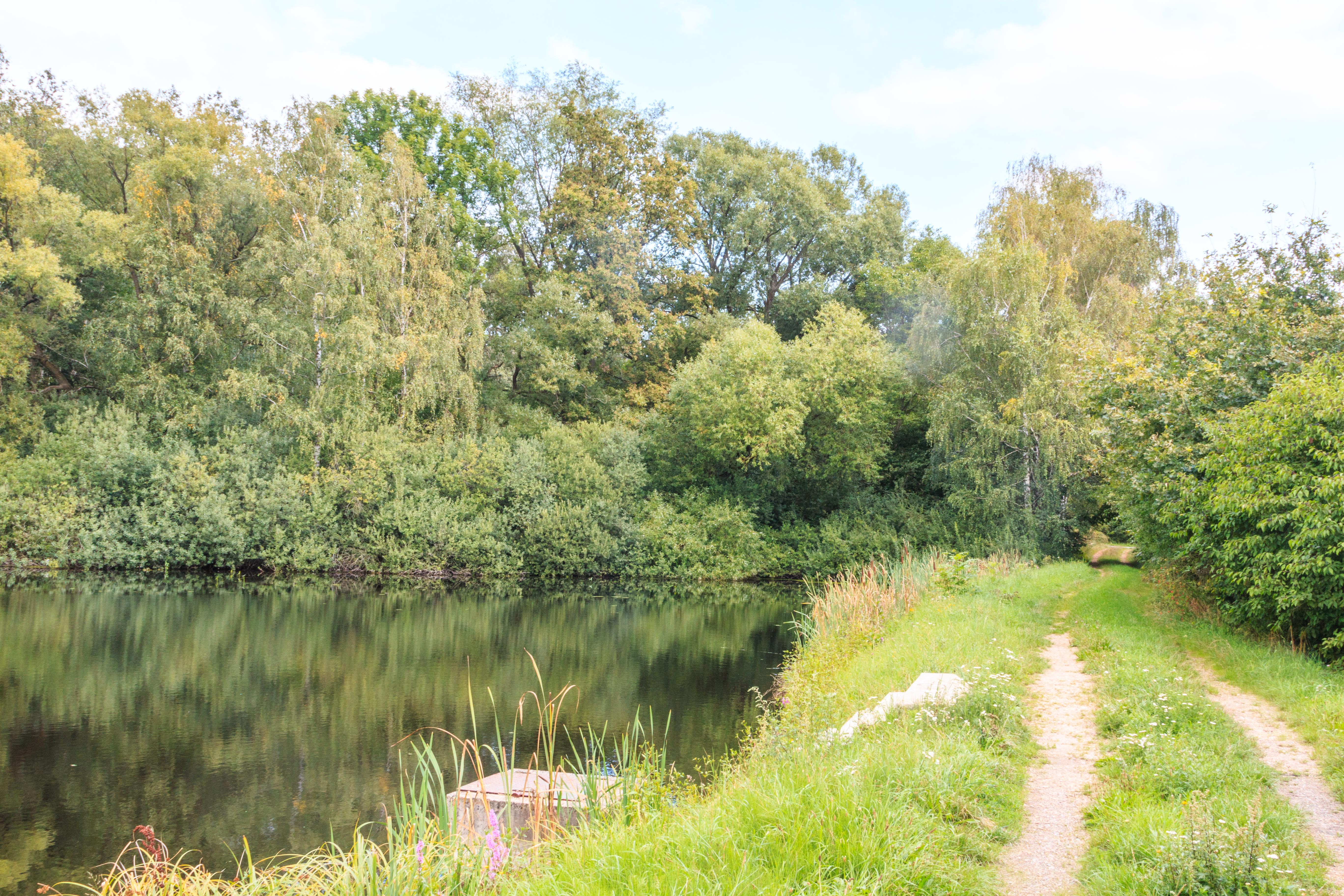
Pohled na rybník Komora u Hluboké
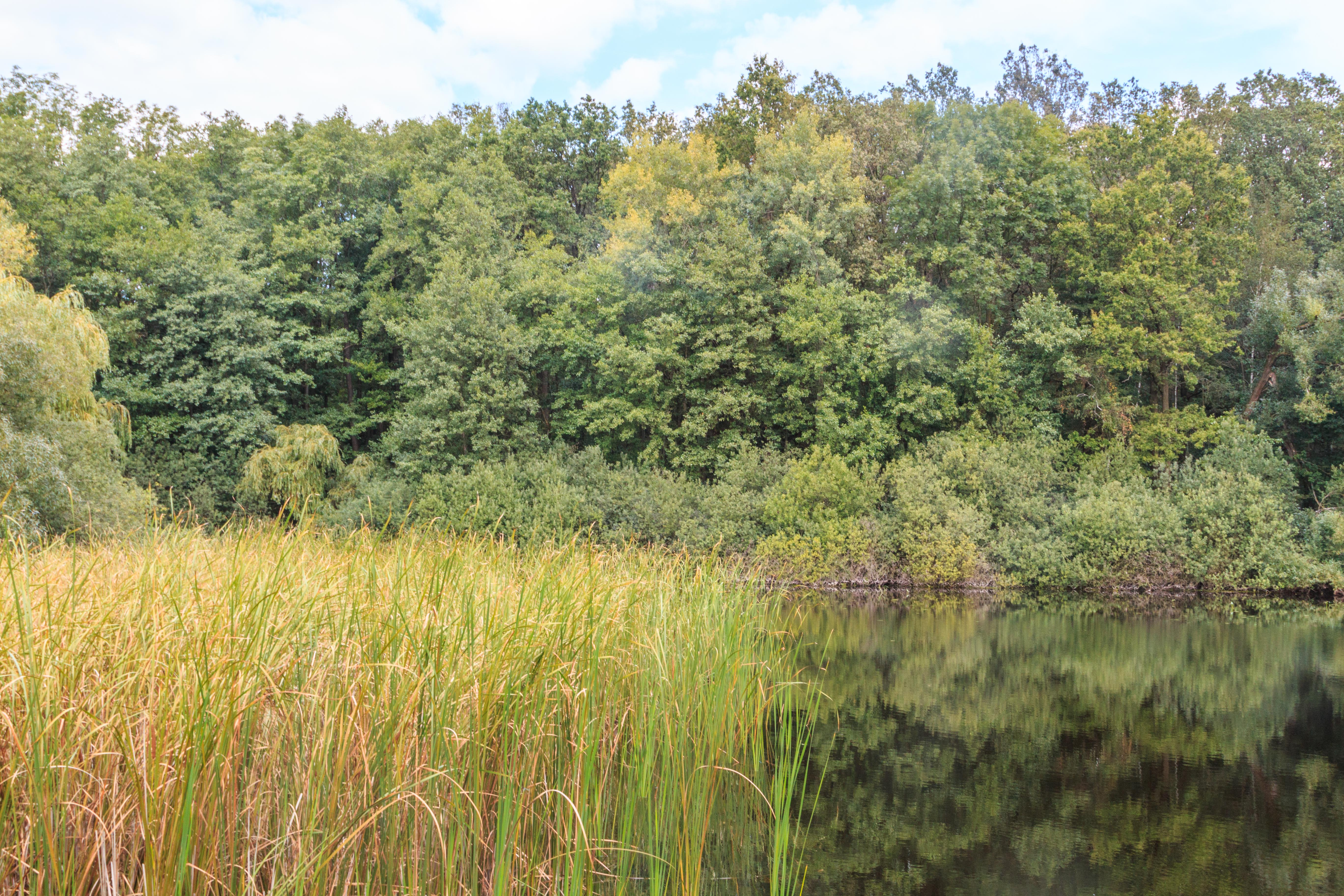
Pohled na rybník Komora u Hluboké